# Ewald Nowotny

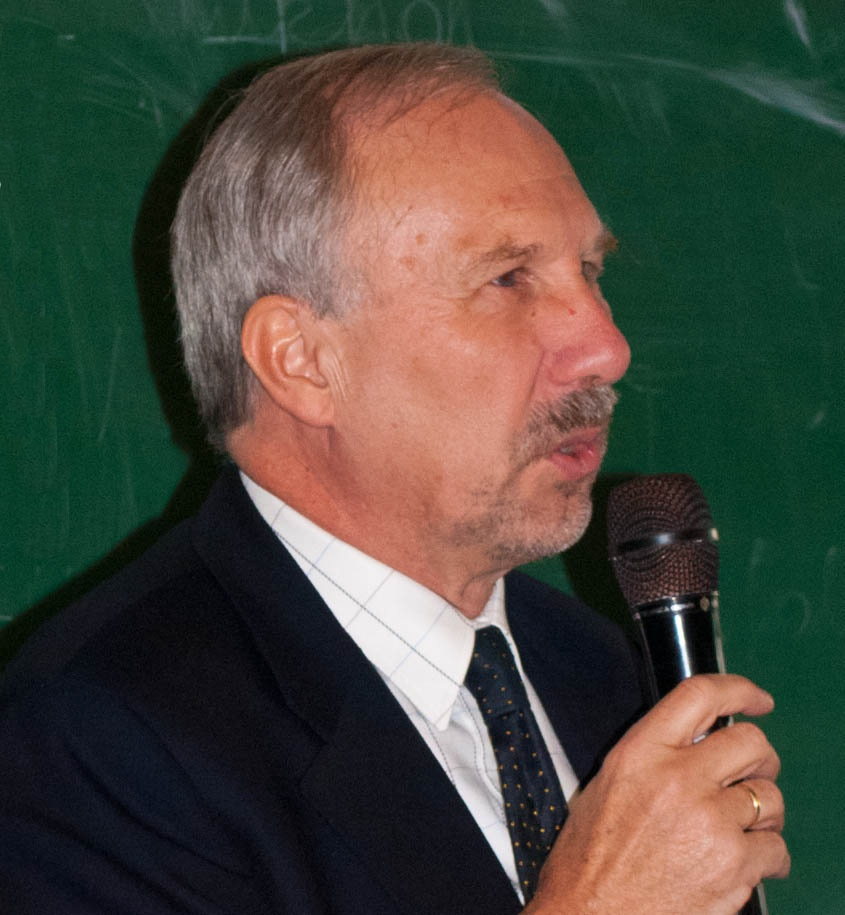
Ewald Nowotny in 2009

Ewald Nowotny (Wenen, 28 juni 1944) is een Oostenrijks econoom, sociaaldemocratische politicus en centraal bankier. Sinds 2008 is hij president (gouverneur) van de Nationale Bank van Oostenrijk en lid van de raad van bestuur van de Europese Centrale Bank.
In 1966 promoveerde hij aan de universiteit van Wenen, waarna hij in 1972 habiliteerde aan de Johannes Kepler Universiteit van Linz. Sinds 1982 is hij hoogleraar aan de Weense Universiteit voor Economie en Bedrijfskunde.
Sinds 1974 bekleedde hij diverse functies in de Oostenrijkse Sociaal-Democratische Partij.
Van 1978 tot 1999 was hij was lid van de Nationalrat, de belangrijkste kamer van het Oostenrijkse parlement.
Van 1999 tot 2003 was Nowotny vicepresident van de Europese Investeringsbank in Luxemburg. Daarna was hij van begin 2006 tot medio 2008 CEO van het bedrijf BAWAG PSK.
Sinds september 2008 is hij de gouverneur van de Nationale Bank van Oostenrijk en lid van het ECB-bestuur.

## Kwantitatieve versoepeling 2015
Op 22 januari 2015 was hij een van de vijf leden van het bestuur van de Europese Centrale Bank die niet instemden met het stimuleringspakket dat inhield om vanaf de lente van 2015 tot de herfst van 2016 voor zo'n 1000 miljard euro voornamelijk staatsobligaties op te kopen.

## Voetnoten
1. ↑  Biografie van Governer Ewald Nowatny op vienna-economic-forum.com